# Szilágyi József (jogász)
Szilágyi József (Debrecen, 1917. június 20. – Budapest, 1958. április 24.) magyar forradalmár, jogász, rendőr alezredes. Az 1956. évi forradalom- és szabadságharc alatt folytatott tevékenységével összefüggésben letartóztatták, majd a Nagy Imre-per vádlottjaként halálra ítélték és kivégezték.
1989. június 16-án a Nagy Imre-perben halálra ítélt és kivégzett forradalmárok újratemetésével összefüggésben Budapesten, a Hősök terén tartott megemlékezésen a földi maradványait tartalmazó koporsó a Rajk László építész által tervezett ravatalon Nagy Imre, Gimes Miklós, Maléter Pál és Losonczy Géza koporsója mellé került. A megemlékezést követően az Új köztemető 301-es parcellájában helyezték örök nyugalomra.

## Élete

### Az 1956. évi forradalom- és szabadságharcig
Szilágyi József 1917. június 20-án született Szilágyi József kisbérlő és Szilágyi Julianna gyermekeként. Középiskolai tanulmányait szülővárosában, a Debreceni Református Gimnáziumban végezte el. Az érettségi után felvételt nyert a Debreceni Tisza István Egyetem Jogtudományi Karára, ahol 1939-ben jog- és államtudományok doktora címet szerzett.
1938-ban tagja lett az illegális kommunista pártnak. Tevékenységéért 1940-ben letartóztatták, majd egy évvel később a társadalmi rend felforgatásának vádjával három évi, letöltendő szabadságvesztésre ítélték. A börtönből 1944. március 15-én szabadult.
1947 és 1949 között a pártközpont karhatalmi, katonai osztályának vezetője.
A Rajk László ellen indult koncepciós perrel kapcsolatban bírálta a párt által képviselt álláspontot, ezért tisztségéből felmentették.
1950-től volt a Terményforgalmi Vállalat osztályvezetője.
1953-tól a Budapesti Műszaki Egyetem esti tagozatos hallgatója lett.
1956-ban – nézetei miatt – kizárták a Magyar Dolgozók Pártjából (MDP).

### Szerepe a forradalomban
1956. október 22-én a Budapesti Műszaki Egyetemen többségében fiatal egyetemisták által szervezett gyűlésen két alkalommal is felszólalt. Felszólalásaiban bírálta a párt és a kormány vezetőit, továbbá felhívta a figyelmet a Lengyelországban lezajlott eseményekre, amik például szolgálhatnának Magyarország számára. A felszólalások után, még aznap este felkereste barátját, Budapest rendőrkapitányát, Kopácsi Sándort, és kérte, a rendőrség ne avatkozzon be az egyetemisták október 23-ára tervezett tüntetésébe.
1956. október 23-án részt vett a Bem szobornál és a Köztársaság téren tartott tüntetésen.
Október 23-a és október 27-e között a Budapesti Rendőrkapitányságon tartózkodott. Majd október 27-én barátaival felkereste és meggyőzte Nagy Imrét, hogy a politikai irányváltás immáron szükséges és elkerülhetetlen. Nagy Imre belátva a tényeket, székhelyét a Parlamentbe helyezte és onnantól miniszterelnökként, úgymond a forradalom élére állt.
Szilágyi követte Nagy Imrét az Országházba, ahol miután nem vállalta a megalakuló második Nagy Imre-kormány belügyminiszteri posztját, a miniszterelnök személyi titkára lett, igaz e tisztségre formálisan nem nevezték ki. Október 27-e és november 4-e között látta el a miniszterelnök mellett a titkári teendőket.
1956. november 4-én elhagyta a Parlament épületét és családjával együtt Jugoszlávia magyarországi nagykövetségén kért menedéket. A nagykövetségen Nagy Imrével és legközelebbi munkatársaival együtt tovább folytatta tevékenységét. Egészen november 22-éig ellátta azokat a teendőket, amiket, mint titkár megtehetett.
A nagykövetség épületét a Nagy Imre-csoport 1956. november 22-én 18 óra 30 perckor hagyta el. Az előzetes megállapodás szerint Jugoszlávia két feltétel együttes teljesítéséhez kötötte a Nagy Imre-csapat biztonságos távozását. Egyrészt, hogy a nagykövetség épületéből mindenkit otthonukba szállítanak. Másrészt, hogy Kádár János nem fogja felelősségre vonni őket az 1956. október 23-a és november 4-e közötti tevékenységükért. E két feltétel teljesítésére Kádár János, kormánya nevében ígéretet tett.
Münnich Ferenc belügyminiszter különbuszt küldött a követség épülete elé. A jugoszláv nagykövet a buszra rendelte – a Nagy Imre-csapat biztonsága érdekében - M. Georgijevics diplomatát és M. Drobac katonai attasét. Az első állomáshelyen az államvédelmi tisztek a jugoszláv követségi alkalmazottakat - tiltakozása ellenére - leszállították a buszról. A busz végállomása a Mátyásföldi szovjet katonai parancsnokság volt. Onnét a busz utasait repülővel Romániába, majd busszal Snagovba szállították.
A Snagovban töltött időszakra Szilágyi József felesége a következőképpen emlékezik:„Ilyen luxust, mint ami Snagovban fogadott, soha életemben nem láttam még.(…) Gyönyörűen megterített asztalok vártak, betessékeltek bennünket, leültettek, pincérek rohangáltak, szolgáltak ki.(…) Snagovban házi őrizetben voltunk, de levelet kaphattunk és írhattunk is. Újságot minden nap osztottak, de csak a román pártlapot. Egész nap sétálhattunk a parkban, habár a park négy sarkában civil ruhás őr üldögélt.(…) Gyerekeink oktatását még december elején megszervezték. Rajk Júlia, Jánosi Ferenc, Vásárhelyi Miklós, Szilágyi József tanította őket.”
Snagovból Pitestibe vitték őket. Szilágyi Józsefné visszaemlékezése: „1957. március 27-én bejött a szobánkba két ismerős román ÁVH-s és közölték, hogy csomagoljunk, mert külön költöztetnek bennünket. (…) Egy óra múlva a Tánczos házaspárral és velünk elindult a fekete kocsi. Alig egy fél órai autózás után megálltunk egy tóparti kis parasztház udvarán. Alig csomagoltunk ki, Jóska éppen hogy levetette öltönyét tréningruhára cserélve, amikor meglepték a szobánkat a smasszerek, összesen hatan. Felszólították Jóskát, hogy öltözzön fel, mert elviszik. (…) Egy fél óra leforgása alatt elkészült a két férfi és mi kikísértük őket az udvarra, ahol kocsi várt rájuk. Itt búcsúzott el tőlük, a családjától Szilágyi József. A két gyereket külön-külön a levegőbe emelte, megcsókolta őket, engem melegen átölelt és így szólt: Vigyázz rájuk édesanyám! Nagyon vigyázz! Határtalan szomorúság volt a hosszúpillájú, barna szemében. Mintha megsejtette volna a reá váró iszonyú szenvedéseket. A könnyektől homályosan láttam, hogy a kocsi ablakán hátrafordulva integet. Soha többé nem láttam, sem életben, sem holtan.”
Szilágyi Pitestiből 1957. március 27-én az előzetes letartóztatás foganatosítása után, családja nélkül, tért vissza Budapestre.

### A Nagy Imre-per vádlottja
Szilágyi József az előzetes letartóztatás alatt kihallgató tisztjeivel szemben megtagadott minden együttműködést. Éhségsztrájkot folytatott, vallomást nem tett. A vallomás megtételét erkölcsi okokra, illetve a jugoszláv kormány által nyújtott menedékjogra hivatkozva megtagadta. Ezért ügyét elkülönítették a Nagy Imre-per többi vádlottjáétól.
Ügyében két alkalommal, 1958. február 6-án és április 16-án tartottak tárgyalást.

#### Az ítélet
Az 1958. április 16-án megtartott tárgyaláson a Legfelsőbb Bíróság Népbírsági Tanácsa a népi demokratikus államrend megdöntésére irányuló szervezkedés bűntettének vádjában bűnösnek találta és halálra ítélte. Az ítélet indokolása szerint Szilágyi 1956. október 22-én a Műszaki Egyetemen mondott beszédében szembeállította a magyar helyzetet a lengyel helyzettel, és az eseményt a harc fontos állomásaként értékelte. Majd második felszólalása során az egyetem rektorának mérséklésre intő szavaival szembeszállva nyíltan a tüntetés mellett foglalt állást.
1956. október 23-án részt vett a Bem-szobornál, a Parlamentnél és a Sztálin-szobornál megtartott tüntetéseken. 1956. október 27-én meggyőzte Nagy Imrét, hogy keményebben lépjen fel az „ellenforradalom” mellett, majd titkáraként tárgyalást folytatott a miniszterelnökhöz érkező küldöttekkel. A Legfelsőbb Bíróság álláspontja szerint Szilágyi nem rendelkezett menedékjoggal, mivel Jugoszlávia menedékjogot csak olyan személynek adhatott, aki országa területén tartózkodnak.
Mindezekre tekintettel a Legfelsőbb Bíróság Népbírósági Tanácsa szerint Szilágyi József 1956. október 23-a és november 4-e közötti politikai tevékenysége kizárólag akként értékelhető, hogy közvetlenül és tudatosan a népi demokratikus államrend megdöntésére irányult.
Ügyvédje, Dr. Zalán Kornél által 1958. április 22-én benyújtott kegyelmi kérvényt az első fokon eljáró bíróság elutasította és végzésben utasítást adott a halálos ítélet végrehajtására.

#### A kivégzés
A Legfelsőbb Bíróság Népbírósági Tanácsa 1958. április 23-án az elé terjesztett kegyelmi kérvényt elutasította és halálos ítélet végrehajtása céljából átadta az ítéletet az ítélet-végrehajtónak.
Szilágyi Józsefen az ítéletet 1958. április 24-én 6 óra 39 perckor hajtották végre. Az orvosok jelentése szerint a halál beálltának ideje 6 óra 51 perc.

### Rehabilitáció
A Magyar Népköztársaság legfőbb ügyésze 1989. június 9-én Nagy Imre és társai ügyében hozott 1958. évi ítéletekkel szemben 21206/1989. számon a Legfelsőbb Bírósághoz törvényességi óvást nyújtott be.
A 21206/1989. számú törvényességi óvást a legfőbb ügyész a következő alapokra helyezte.
- Nagy Imre és társai ügyében az eljáró hatóságok a hatályos büntető perrendtartás szabályait súlyosan és sorozatosan megsértették a vádlottak személyi szabadságának és védekezési jogának törvénysértő korlátozásával.
- Az eljárás során kizárólag a vádlottakra terhelő bizonyítékok gyűjtése került előtérbe.
- Az ügyész a nyomozási szakban nem tett semmit a nyilvánvaló törvénysértések orvoslására.
- Az eljárás bírói szakaszában sérült a nyilvánosság és a közvetlenség elve, valamint sor került az irányadó perjogi szabályok súlyos megsértésére is.
- Az ítélet megalapozatlan, mivel egyrészt az ügy nincs kellően felderítve, másrészt számos ténymegállapítás hiányos, harmadrészt, mert a bíróság egyes tényekről más tényekre hibásan következtetett.

Mindezek ismeretében a legfőbb ügyész szerint nincs szükség az eljárás megismétlésére, mivel az ítélet nem tartalmaz olyan megállapításokat, amik megfeleltek az 1958-ban hatályos büntető törvénykönyvben megjelölt szakaszoknak. Továbbá a Legfelsőbb Bíróság Népbírósági Tanácsa a büntető törvénykönyv és a büntető perrendtartás szabályait ítéletében hibásan értelmezte és alkalmazta. A legfőbb ügyész eljárása során kikérte a Külügyminisztériumban őrzött 1956 novemberében készült magyar–jugoszláv megállapodásról szóló dokumentumot. Így a törvényességi óvás külön foglalkozik az 1956 novemberében kötött megállapodással, amire, mint ismeretes Szilágyi József is hivatkozott az előzetes letartóztatása alatt. Szilágyi József álláspontja megerősítésre került, mivel a legfőbb ügyész szerint a dokumentumból egyértelműen kiderül, hogy a Kádár-kormány írásbeli biztosítékot tett. A biztosíték garantálja, hogy a Jugoszláv nagykövetségen tartózkodó személyek 1956. november 4-ét megelőző tevékenységéért semmilyen megtorló intézkedésre nem fog sor kerülni. Mindez kimeríti az 1950. évi II. törvény 7. §-a szerinti büntethetőséget kizáró okot.
1989. július 6-án került sor a legfőbb ügyész által benyújtott törvényességi óvással kapcsolatos legfelsőbb bírósági határozat kihirdetésére. A tárgyaláson Kopácsi Sándor és Vásárhelyi Miklós nem jelent meg. A Legfelsőbb Bíróság a legfőbb ügyész által előterjesztett törvényességi óvás pontjait megvizsgálta, azokkal egyetértve és néhány elemmel kiegészítve hozta meg határozatát. A Dr. Szilbereki Jenő vezette Elnökségi Tanács döntését két irányból kell értékelni. Egyrészt anyagi jogi, másrészt eljárásjogi oldalról.
Anyagi jogi oldalról nézve a büntetőeljárás felülvizsgálata során a bíróság a bűnösség kérdésének megállapítása során a kor büntető törvényének rendelkezéséből indult ki, „ /1/ Bűntett miatt büntetendő, aki a Magyar Népköztársaság Alkotmányában meghatározott népi demokratikus államrend megdöntésére irányuló cselekményt követ el, mozgalmat vagy szervezkedést kezdeményez, vezet vagy azt lényeges anyagi támogatásban részesíti, mozgalomban vagy szervezkedésben tevékenyen részt vesz, vagy azt előmozdítja.”
Az Elnökségi Tanács álláspontja szerint Nagy Imre és társainak tevékenysége nem irányult a népi demokratikus államrend megdöntésére. Mivel tevékenységük, olyan politikai tevékenység volt, amivel el kívánták érni az akkor hatalmon levő állampárt félreállítását. Ennek érdekében dolgoztak ki saját programot, tartottak megbeszéléseket. Hasonlóképpen értékelte a testület a Jugoszláv Nagykövetségen eltöltött idő alatt lezajlott tárgyalásokat is. Így, amikor Nagy Imre és közvetlen baráti-munkatársi köre a Jugoszláv Nagykövetségre menekült és kapcsolatba lépett a jugoszláv kormánnyal nem követett el államrendbe ütköző bűncselekményt, mivel egy ilyen esetben a kapcsolatfelvétel logikus lépésnek tekintendő és a két fél közötti tárgyalások során sem merült fel semmilyen olyan kérdés, ami kimeríthette volna a Legfelsőbb Bíróság Népbírósági Tanácsának ítéletében megnevezett bűncselekményt. Eljárásjogi oldalról nézve a Legfelsőbb Bíróság a következő hibákra hívta fel a figyelmet, amik önmagukban is kizárnák a büntetőügy objektív megítélését.
- 1958. január 20-án történt a terheltté nyilvánítás, ami biztosította a védőválasztás lehetőségét, így azt megelőzően nem lett volna lehetőség az előzetes letartóztatás elrendelésére.
- A nyomozás során nem volt lehetőség a védekezésre, mivel a gyanúsítottakkal nem közölték azokat a tényeket, bizonyítékokat, amikre az ügyészség a vádat alapozta.
- Nem volt mód a kellően megalapozott védőbeszédek előadására, mivel azt a bíróság a tények tisztázása utáni időszakra hagyta, azonban a szubjektív és előre elfogult bíróság az általa nem ismert tények tisztázása után nem adott időt a védekezésre.
- A Népbírósági Tanács először 1958. február 5-én és 6-án tartott tárgyalást. A második napon pótnyomozást rendelt el és visszaküldte az iratokat a legfőbb ügyészségnek. A legközelebbi tárgyalásra június 9-én került sor, egy változott összetételű tanácsban. A büntető perrendtartás akkori szabályai szerint az elnapolt tárgyalást egy hónapon belül a korábbi jegyzőkönyv felolvasásával lehet megtartani, amennyiben a korábbi tanács összetételében nem következett be változás. Minden más esetben a tárgyalást elölről kell kezdeni.
- Lakatos Péterné egész idő alatt a Népbírósági Tanács tagja volt, annak ellenére, hogy férjét a Köztársaság téri fegyveres összetűzés során megölték, így elfogultság miatt nem ülhetett volna a bírói székben. Az elfogultság kérdését a kor büntető perrendtartása is szabályozta. A perrendtartás 13. § e) pontja szerint az elfogultság fennállását haladéktalanul be kellett volna jelentenie.
- Dr. Szilágyi József ügyének elkülönítésére semmilyen ok nem volt.

Összegezve megállapítható, hogy a Legfelsőbb Bíróság Népbírósági Tanácsa által hozott ítélet eljárási szempontból sem állta ki a kor joga által felállított szabályokat.
Mindezek tükrében egyértelművé válik az Elnökségi Tanács által kihirdetett határozatot, ami szerint Nagy Imrét és társait a Legfelsőbb Bíróság Népbírósági Tanácsa ártatlanul ítélte halálra, ezért az ítéleteket hatályon kívül kell helyezni.